# 임성언
임성언(1983년 9월 15일 ~ )은 대한민국의 배우이다.

## 학력
- 영남중학교
- 영등포여자고등학교
- 동덕여자대학교 방송연예학 학사
- 서강대학교 영상대학원[1](석사 과정 재학)

## 출연작

### 드라마
| 연도 | 방송사        | 제목                                               | 역할          | 비고     |
| ---- | ------------- | -------------------------------------------------- | ------------- | -------- |
| 2003 | SBS           | 스무살                                             | 민희          | 40부작   |
| 2003 | SBS           | 때려                                               | 봉미라        | 16부작   |
| 2004 | SBS           | 2004 인간시장                                      | 김진숙        | 20부작   |
| 2004 | KBS2          | KBS 드라마시티 - 칼끝에 핀 꽃                      | 달래          | 1부작    |
| 2004 | MBC           | 미라클                                             | 미래          | 12부작   |
| 2005 | KBS1          | KBS HDTV 문학관 - 외등                             | 홍여란        | 1부작    |
| 2005 | SBS           | 들꽃                                               | 이은정        | 118부작  |
| 2006 | SBS           | 연개소문                                           | 김보희        | 100부작  |
| 2006 | OCN Thrills   | 시리즈 다세포 소녀                                 | 반장          | 40부작   |
| 2007 | MBC           | 하얀거탑                                           | 민수정        | 20부작   |
| 2007 | MBC           | MBC 베스트극장 - 건망증                            | 강하영        | 1부작    |
| 2007 | SBS           | 쩐의 전쟁                                          | 사기꾼        | 16부작   |
| 2008 | OCN Movies    | 리틀맘 스캔들                                      | 안성숙        | 8부작    |
| 2008 | OCN Movies    | 리틀맘 스캔들 2                                    | 안성숙        | 8부작    |
| 2008 | SBS           | 순결한 당신                                        | 이수아        | 119부작  |
| 2010 | tvN           | 재밌는 TV 롤러코스터 - 연애박빙                    | 임성언        | 200부작  |
| 2012 | SBS           | 부탁해요 캡틴                                      | 장민아        | 20부작   |
| 2014 | SBS           | 청담동 스캔들                                      | 이재니        | 119부작  |
| 2015 | JTBC          | 순정에 반하다                                      | 강민호의 비서 | 특별출연 |
| 2015 | TV조선 & tvN  | 위대한 이야기 - 이산가족 이야기 / 놓지 말자 정신줄 | 봉순          | 9부작    |
| 2015 | KBS2          | 오렌지 마말레이드                                  | 담임선생님    | 12부작   |
| 2015 | KBS2          | 너를 기억해                                        | 지현숙        | 16부작   |
| 2015 | JTBC          | 송곳                                               | 이수인의 아내 | 특별출연 |
| 2015 | 네이버TV      | 서촌일기                                           | 성언          | 웹드라마 |
| 2016 | UMAX & O'live | 나에게 건배                                        |               | 특별출연 |
| 2016 | 네이버TV      | 교회오빠의 연애QT                                  | 하은          | 웹드라마 |
| 2016 | JTBC          | 이번 주 아내가 바람을 핍니다                       | 꽃꽂이 강사   | 12부작   |
| 2018 | JTBC          | 그냥 사랑하는 사이                                 | 정유택의 부인 | 16부작   |
| 2019 | MBC           | 봄밤                                               | 이서인        | 32부작   |

### 영화
| 연도 | 제목                   | 역할       | 비고 |
| ---- | ---------------------- | ---------- | ---- |
| 1999 | 여고괴담 두번째 이야기 | 육상부 7   |      |
| 2004 | 여고생 시집가기        | 유혜숙     |      |
| 2007 | 소녀X소녀              | 엄윤미     |      |
| 2007 | 므이                   | 성은       |      |
| 2010 | 돌이킬 수 없는         | 윤인희     |      |
| 2014 | 겨울, 바다             | 해진       |      |
| 2016 | 멜리스                 | 박은정     |      |
| 2017 | 미스 푸줏간            | 설수진     |      |
| 2020 | 메피스토               | 담임선생님 |      |

### 방송
- 2015년 TV조선 《이것은 실화다》 - 변호사 역 (민사 재판)

### 연극
- 2011년 《반쪽날개로 날아온 새》 ... 금주 역
- 2012년 《작업의 정석》 ... 한지원 역
- 2018년 《장씨일가》 ... 마은지 역
- 2025년 《분홍립스틱》 ... 김태리 역

### 광고
- 남양유업 프렌치카페 악마의 유혹 1, 2, 3탄 - 원빈
- 한국인삼공사 정관장 - 이재룡
- 맥도날드
- 한국투자신탁 - 배용준
- 동아제약 템포
- 바비리스 1, 2, 3

### 뮤직비디오
| 연도 | 가수        | 제목                    | 비고 |
| ---- | ----------- | ----------------------- | ---- |
| 2002 | 박광현      | 〈그래요〉              |      |
| 2004 | 더 넛츠     | 〈사랑의 바보〉         |      |
| 2006 | 멜로 브리즈 | 〈Mo'(冒) Memory〉      |      |
| 2006 | 미녀삼총사  | 〈운명〉                |      |
| 2006 | 반          | 〈반성문〉              |      |
| 2006 | 에스진 & 란 | 〈가슴이 아려와〉       |      |
| 2007 | 태사비애    | 〈여자라서.. 그래요..〉 |      |
| 2007 | 태사비애    | 〈손바닥〉              |      |
| 2007 | 김동완      | 〈손수건〉              |      |

### C A
- O.N.G (2001년 겨울 조인성, 김민희)
- I.N.V.U (2001년 겨울~ 2002년 봄 김민희)
- G.I.A (2002년 봄~ 여름 원빈)
- 꼼빠니아 (2002년 여름~ 가을, 겨울 김효진)
- 베스띠벨리 (2003년 봄 전지현)

### 화보
- 2002년 2월호 신디더퍼키 표지모델
- 2002년 8월호 SK네이트 표지모델
- 2007년 2월호 주부생활 표지모델
- 2012년 2월호 PC사랑 표지모델

### 지면
레모나, 비오템, 포토스타

### 잡지
신디더퍼키, 쎄씨, 키키, 에꼴, 휘가로, 보그걸, 바자, 웨딩21

### 그 외
- 리틀맘스캔들O.S.T. 中 "내뜻대로" 참여

## 수상 및 후보
| 연도 | 시상식       | 부문                           | 작품          | 비고 |
| ---- | ------------ | ------------------------------ | ------------- | ---- |
| 2014 | SBS 연기대상 | 장편드라마부문 여자 우수연기상 | 청담동 스캔들 | 후보 |